# Instituto Educadigital
O Instituto Educadigital é uma OSC (Organização da Sociedade Civil) fundada em 2010, referência mundial na área de educação aberta na cultura digital. Tem como missão contribuir para a criação e o desenvolvimento de novas oportunidades de aprendizagem que estimulem a formação de cidadãos críticos e criativos, capazes de compartilhar informação, conhecimento e cultura em uma sociedade digital em constante transformação. Realiza estudos, pesquisas, eventos, cursos e projetos em parceria com organizações sociais, empresariais e governamentais em dois principais eixos de atuação: Iniciativa Educação Aberta e Design Thinking para Educadores.
Iniciativa Educação Aberta (www.aberta.org.br) é uma plataforma desenvolvida em parceria com a Cátedra UNESCO de Educação Aberta do NIED/Unicamp que reúne referências, notícias, publicações e cursos sobre educação aberta e recursos educacionais abertos (REA). Em 2017 lançou o Guia Como Implementar uma Política de Educação Aberta e de Recursos Educacionais Abertos (www.educadigital.org.br/guiaEA)
Design Thinking para Educadores (www.dtparaeducadores.org.br) é um material educativo, traduzido e adaptado pelo Instituto Educadigital em 2014 do original Design Thinking for Educators, da IDEO, agência de inovação norte-americana. Por ser um REA, está disponível para download, distribuição e adaptação. Trata-se de uma abordagem que favorece a cocriação entre educadores, estudantes e gestores para a solução de problemas comuns do cotidiano da escola relacionados a currículo, prática pedagógica, convivência, espaços e ferramentas.
Priscila Gonsales, fundadora e diretora-executiva do IED, foi selecionada em 2013 como fellow Ashoka, instituição global que identifica empreendedores sociais no mundo todo. O Instituto Educadigital é responsável pela Biografia Colaborativa da professora doutora da UFRGS, Lea Fagundes, pioneira em educação digital no Brasil.

## Projetos

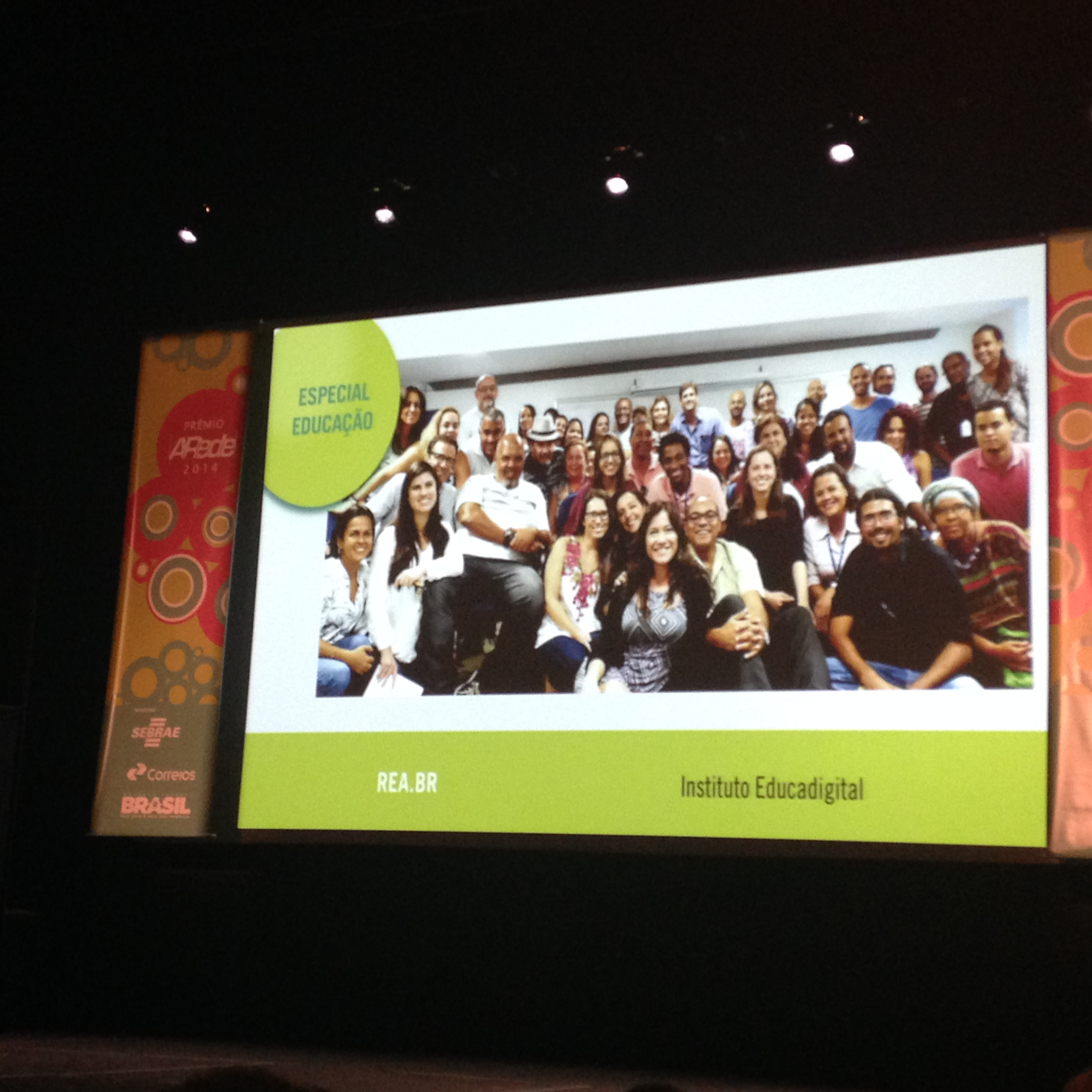
Educadigital recebeu o Prêmio ARede em 2014 com o projeto REA.br

- Em 2012, começou o projeto de Biografia Colaborativa da Léa Fagundes, o qual a OSC se disponibilizou para realizar o registro histórico da educadora em vídeo, que desde 1990 já acreditava em ensino digital, assim como a OSC; O projeto foi concretizado por meio de financiamento coletivo no site Catarse com mais de 200 apoiadores: www.educadigital.org.br/biodaleafagundes
- Em 2012, antes de lançar o material Design Thinking para Educadores, assessorou o Instituto Akatu a criar a plataforma educativa que associal letramento digital e consumo consciente, Edukatu: www.edukatu.org.br
- Em 2013, assessorou os institutos Inspirare e Natura na construção do Escola Digital, que veio a ser a primeira plataforma brasileira que indica recursos educacionais digitais em diferentes formatos e categorizados por disciplinas, nível de ensino, licença de uso, dentre outros itens.
- O REA.br (Recursos Educacionais Abertos - Brasil) foi criado em 2008 com financiamento internacional da Open Society Foundation para advocacy pela causa dos recursos educacionais abertos junto aos poderes legislativos federal, estadual e municipal.
- Em 2016, realizou o projeto IUHACK, um hackathon com jovens do Ensino Médio que, com base na abordagem do Design Thinking, colaboraram entre si para prototipar melhorias par a gestão da escola; desenvolvido em parceria com o Instituto Unibanco, chegou a 5 estados do Brasil (GO, ES, CE, PA e PI).